# Sellagruppe

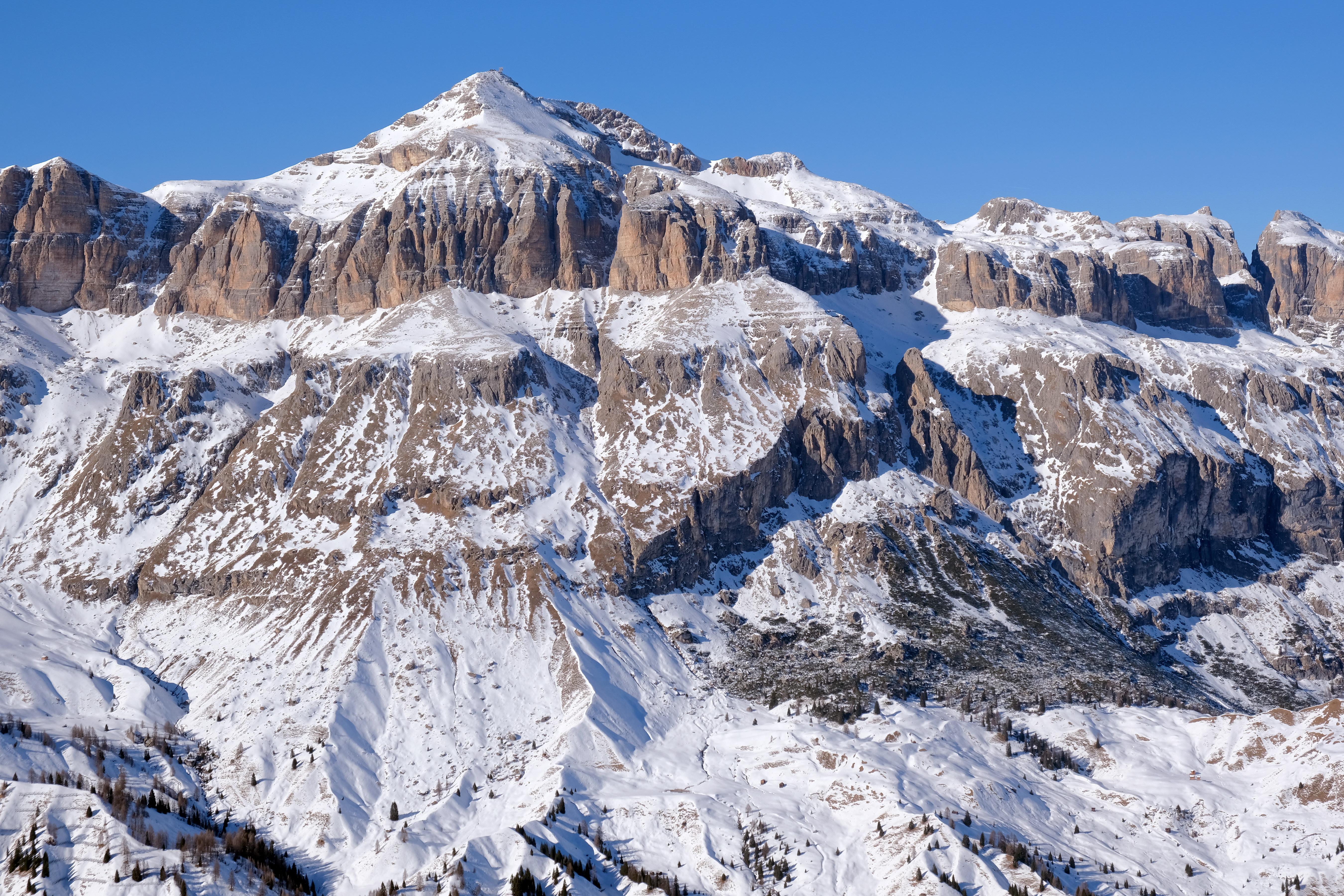
Sellastock mit Piz Boè

Die Sellagruppe oder einfach Sella (ladinisch l Sela, italienisch il Sella) ist ein plateauförmiger Bergstock in den Dolomiten in Italien. Sie befindet sich zu Teilen in Südtirol, im Trentino und in Venetien. Höchster Gipfel der Gruppe ist der Piz Boè mit 3152 m s.l.m.
Rund um die Sellagruppe sind die Täler des ladinischen Sprachgebiets gruppiert, was den Gebirgsstock zum geographischen Zentrum Ladiniens macht.

## Namen
Neben Sella und Sellagruppe existieren im Deutschen mit Sellastock, Sellamassiv und Sellaberg weitere Bezeichnungen für die Gebirgsgruppe. Im Atlas Tyrolensis (von 1760 bis etwa 1770 erstellt) von Peter Anich und Blasius Hueber wird für das Gebiet die Bezeichnung Sallei verwendet.
Der Name Sella für den Bergstock ist vom Sellajoch aufgewandert und entstammt dem ladinischen Wort sela mit der Bedeutung „Sattel“.
Daneben besteht noch ein weiterer ladinischer Name für einen Teil der Gebirgsgruppe, in der Grödner Varietät Mëisules, in der Gadertaler Varietät Mësores. Dieser wird speziell für den nördlichen Teil des Massivs verwendet. Abgeleitet ist dieser Name vom lateinischen mensa bzw. alpenromanischen *mesula, womit ein „Tisch“ bzw. in der übertragenen Bedeutung eine „Felsterrasse“ gemeint ist, wie sie in der Sellagruppe besonders auffällig sind (siehe unten Geologie).

## Geographie

### Lage und Umgebung
In der Sellagruppe treffen am Piz Boè drei italienische Provinzen zusammen: Südtirol, Belluno und das Trentino. Nordwestlich der Sella befindet sich Wolkenstein, nordöstlich Corvara, südöstlich Arabba und südwestlich Canazei. Die Luftlinien-Entfernung nach Cortina d’Ampezzo beträgt rund 24 Kilometer und nach Bozen etwa 36 Kilometer.
Umgeben wird der Sellastock von vier Gebirgspässen: Im Norden liegt das Grödner Joch (2125 m) zwischen Gröden und Gadertal, im Osten der Campolongopass (1875 m) zwischen Gadertal und Buchenstein, im Süden das Pordoijoch (2239 m) zwischen Buchenstein und Fassatal und im Westen das Sellajoch (2218 m) zwischen Fassatal und Gröden. An der breitesten Stelle misst das Sellamassiv vom Grödner Joch im Norden ins obere Ende des Buchensteiner Tals im Süden etwas mehr als sieben Kilometer. Vom Sellajoch im Westen nach Transrüs im Osten beträgt die Distanz etwas mehr als 9,5 Kilometer.
Über das Grödner Joch geht das Sellamassiv nach Norden in die Puezgruppe über. Nach Nordosten und Osten schließt sich die Fanesgruppe an. Im Süden folgen der Höhenzug um den Sasso del Cappello sowie das höchste Massiv der Dolomiten, die Marmolada (3343 m). Im Westen befindet sich die Langkofelgruppe.

### Geologie
Die Sellagruppe besteht fast ausschließlich aus Gesteinen der Trias. An der Basis der Sellagruppe befinden sich vorrangig die weicher verwitternde Wengen-Formation und Sankt-Cassian-Formation sowie der feste und daher wandbildende Selladolomit aus der Schlern-Gruppe, die teilweise miteinander seitlich verzahnt sind. In der Mitte folgt mit scharfem Übergang ein nahezu horizontales Band aus weich verwitternder Pordoi-Formation („Raibler Schichten“), die für die oben erwähnte „Felsterrasse“ und den auffälligen Stockwerkbau der Sellagruppe verantwortlich ist. In der Gipfelregion folgt der wiederum überwiegend wandbildende Dolomia Principale, auf dem stellenweise noch Dachsteinkalk auflagert.

### Gliederung und Gipfel

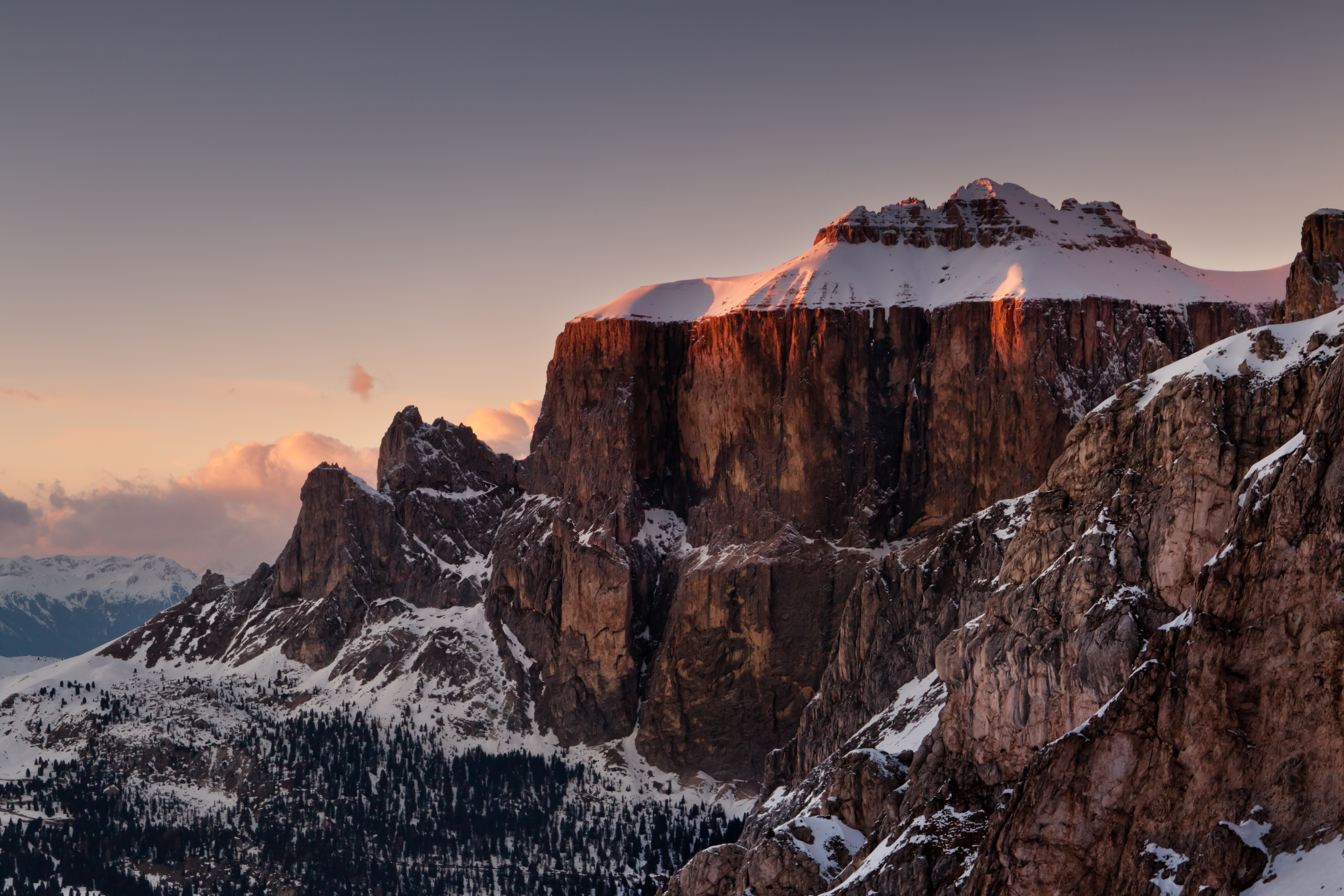
Piz Ciavazes

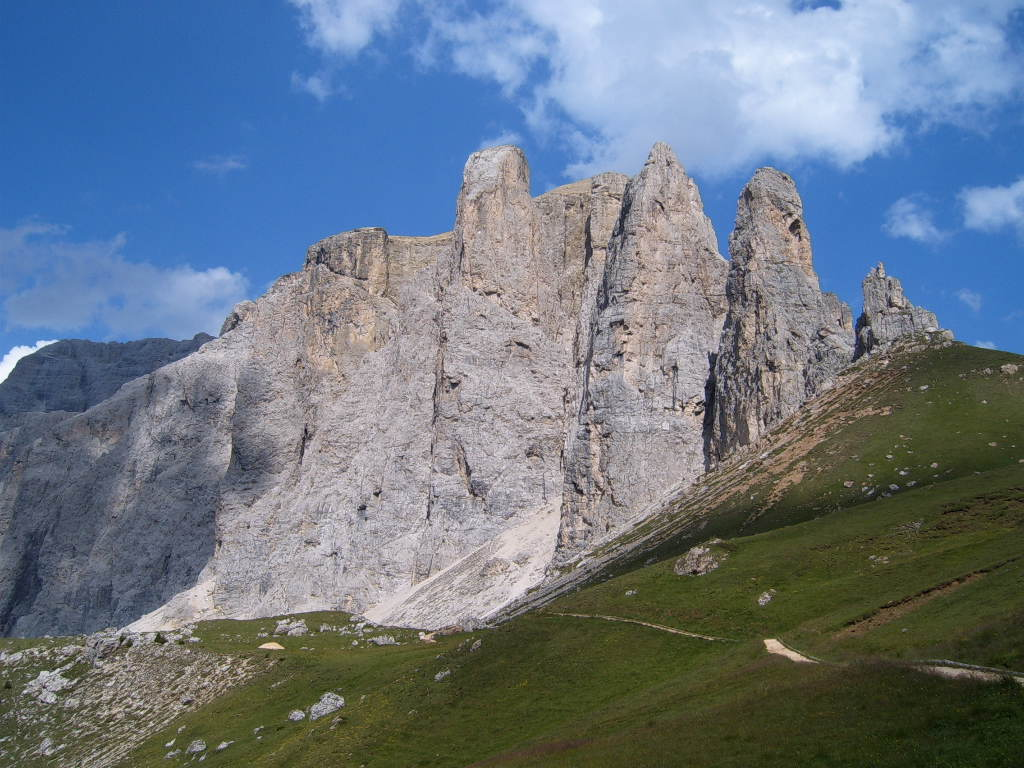
Sellatürme

Der Sellastock kann in vier Untergruppen gegliedert werden. Den gesamten östlichen Teil bildet die Boègruppe mit dem höchsten Berg der Sella, dem Piz Boè (3152 m). Diese Untergruppe umfasst daneben unter anderem noch Piz- (2827 m) und Boèseekofel (2913 m), Zehner (2916 m), Neuner (2904 m), Vallonspitze (2906 m), Col Turond (2927 m), Col Alton (2882 m) sowie die Pordoispitze (2950 m), auf die eine Seilbahn vom Pordoijoch führt.
Getrennt durch das Val Lastiës, dessen Namen vom ladinischen Wort für Felsplatten kommt und aus der Umgebung der Boèhütte (2871 m) nach Süden ins Fassatal führt, schließt im Nordwesten die Mëisulesgruppe an. Sie wird vom Mëisules-Plateau, einer Hochfläche, beherrscht. Dessen Ränder stellen Gipfel wie Piz Lastiës (2875 m), Piz Sëlva (2941 m), Piz Gralba (2972 m), Piz Miara (2964 m) und Piz Beguz (2974 m) dar. Außerdem gehören zu dieser Untergruppe noch die Gipfel Le Mëisules (bis zu 2999 m), der Piz Ciavazes (2831 m) und die bekannten Sellatürme (bis zu 2696 m).
Dem Val Lastiës entgegen führt das Mittagstal nach Norden auf Kolfuschg und das obere Abteital zu. Es trennt damit die Pisciadùgruppe von der Boègruppe. Das Vallun de Pisciadù und das Val de Tita bilden die Grenze zwischen Mëisules- und Pisciadùgruppe. Wichtige Gipfel innerhalb der letzteren Gruppe sind Pisciadùspitze (2985 m), Dent de Mesdì (2881 m), Sas de Mesdì (2978 m), Bergerturm (2861 m) und der Zwischenkofel (2907 m).
Nördlichste Untergruppe ist die Murfreidgruppe, die durch das Val Gralba von der Mëisulesgruppe unterschieden wird. Gipfel hier sind die Murfreidtürme (bis zu 2724 m), die Murfreidspitze (2634 m) und Rodelheilspitze (2615 m).

### Gewässer

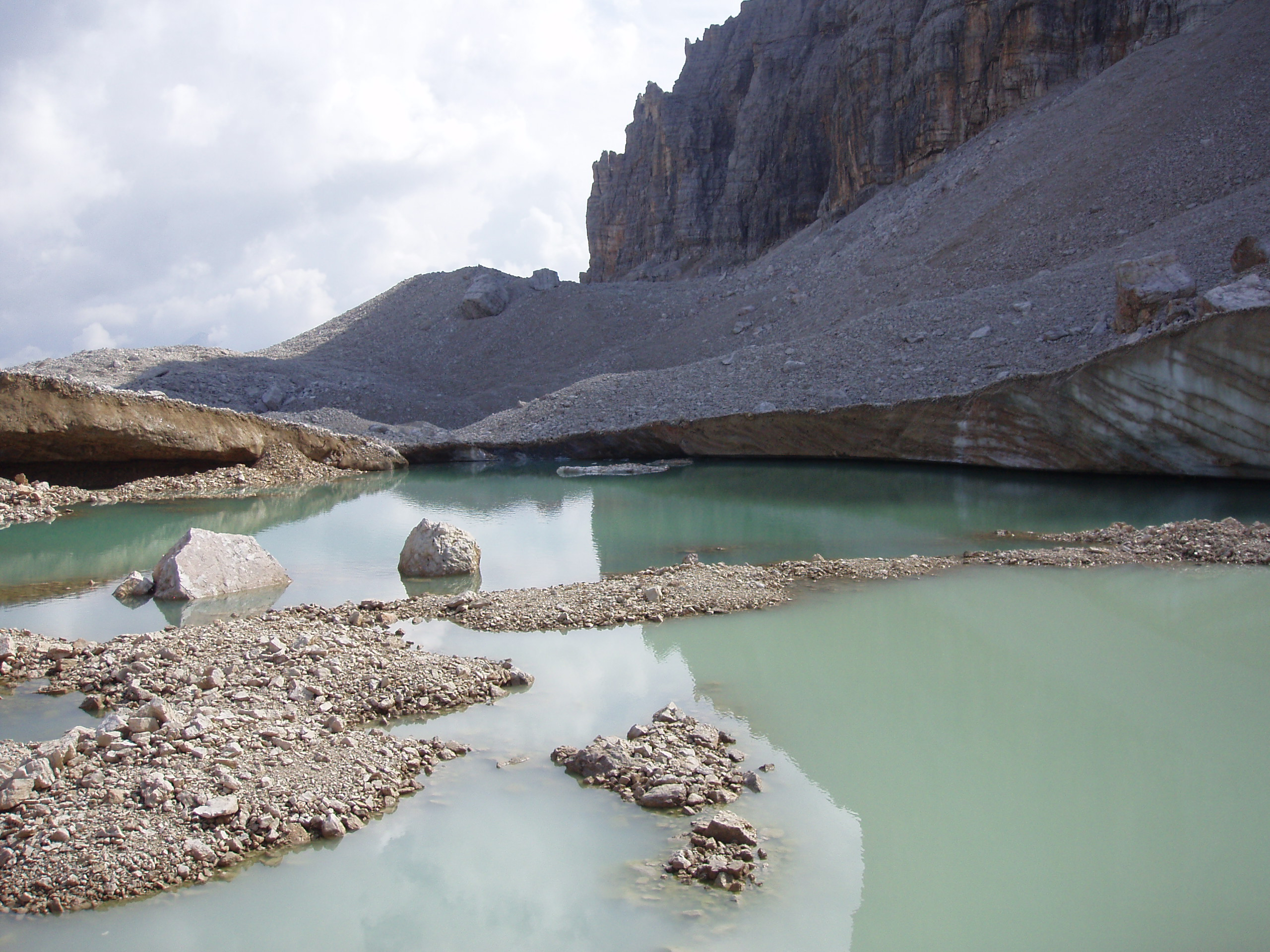
Lech dl Dragon (Drachensee)

In der Sella befinden sich einige kleine Seen. Neben dem Boèsee (2250 m) östlich des Boèseekofels gibt es den Eissee (2833 m) nordöstlich des Piz Boè, den Pisciadùsee (2585 m) nördlich unterhalb der Pisciadùspitze und den Lech dl Dragon (Drachensee) südlich der Murfreidspitze. Daneben existieren unbenannte Standgewässer, die allerdings teilweise im Verlanden begriffen sind oder bereits verlandet sind. Unterhalb den Wandabstürzen der Le Punte-Hochfläche am Südost-Rand der Sella befinden sich einige Höhlen mit Quellen, genannt Les Fontanes.
Außerdem entspringen dem Massiv einige Bäche. Nach Nordwesten sind dies der Frea- und der Ciavazesbach und nach Norden der Ru de Mesdì im Mittagstal der in den Pisciadùbach fließt, welcher später in die Gader mündet. Im Südosten speisen einige Zuflüsse den Cordevole, darunter der Rü de Vauz, der Rio Fontane und der Rio Boè. Südlich des Sellajochs entspringen aus der Westseite mehrere Bäche, unter anderem der Antermontbach, die die Aveis im Fassatal speisen.

### Klima
In der Sellagruppe befindet sich seit 2004 eine Wetterstation auf dem Piz Pisciadù (2985 m), deren Aufzeichnungen ein Tundrenklima aufzeigen. Die durchschnittliche Tageshöchsttemperatur in den Sommermonaten auf dem Piz Pisciadù liegt zwischen 6 und 8 °C, die durchschnittlichen nächtlichen Tiefstwerte in den Wintermonaten bei −11 bis −13 °C. Die jährliche durchschnittliche Lufttemperatur beträgt −2,8 °C. Diese Werte wurden im Zeitraum 2004–2020 gemessen.
|                        | Jan   | Feb   | Mär   | Apr  | Mai  | Jun | Jul | Aug | Sep  | Okt  | Nov  | Dez   |   |      |
| Mittl. Temperatur (°C) | −9,8  | −10,2 | −8,3  | −4,6 | −1,5 | 2,9 | 5,1 | 5,2 | 1,8  | −1,2 | −5,0 | −8,4  | ⌀ | −2,8 |
| Mittl. Tagesmax. (°C)  | −7,1  | −7,3  | −5,1  | −1,5 | 1,4  | 5,9 | 8,3 | 8,1 | 4,4  | 1,2  | −2,7 | −5,9  | ⌀ | 0    |
| Mittl. Tagesmin. (°C)  | −12,4 | −12,8 | −10,9 | −7,2 | −4,1 | 0,3 | 2,4 | 2,6 | −0,6 | −3,5 | −7,3 | −10,9 | ⌀ | −5,3 |

| −12,4 |

| −12,8 |

| −10,9 |

| −7,2 |

| −4,1 |

| 0,3 |

| 2,4 |

| 2,6 |

| −0,6 |

| −3,5 |

| −7,3 |

| −10,9 |

| −12,4 |

| −12,8 |

| −10,9 |

| −7,2 |

| −4,1 |

| 0,3 |

| 2,4 |

| 2,6 |

| −0,6 |

| −3,5 |

| −7,3 |

| −10,9 |

## Geschichte
Archäologische Funde aus dem Inneren der Sella konnten bisher nicht gesichert werden. Allerdings wurden an den Passübergängen rund um das Massiv einige mittelsteinzeitliche Jäger-Rastplätze nachgewiesen, so am Plan de Frea (Grödner Joch) und bei der Steinernen Stadt (Sellajoch). Hier kann man sogenannte Mikrolithen-Pfeilspitzen finden, die die Jäger bei der Jagd verwendeten. Daher ist nicht auszuschließen, dass Jäger damals in das Massiv vorgedrungen sind. Weitere Funde sind Scherben aus der Bronzezeit am Grödner Joch und Silex-Pfeilspitzen am Sellajoch. Für Kelten und Römer gibt es jedoch keine Nachweise. Vermutlich eine mittelalterliche Herkunft hat eine Lanzenspitze aus der Nähe von Kolfuschg.
In der zweiten Hälfte des 19. Jahrhunderts begann die Erschließung der Passhöhen um das Massiv mit Straßen und Gebäuden. Als erstes wurde 1872 das Sellajoch mit einer Straße und 1884 mit einer Unterkunft für Reisende erschlossen. 1896 war das Hospiz auf dem Grödner Joch fertiggestellt. Drei Jahre dauerte der Bau einer Straße auf den Campolongo-Sattel und war 1901 beendet. Zwischen 1901 und 1905 wurde das Pordoijoch im Rahmen der Großen Dolomitenstraßen mit einem Fahrweg versehen, Unterkünfte befinden sich hier seit 1902 mit einer Alpenvereins-Hütte.
Um die Kriegsfront im Buchensteiner Tal mit Nachschub zu versorgen, wurde 1915 der erste Fahrweg auf das Grödner Joch erbaut, der 1960 asphaltiert wurde. Erste Transport-Seilbahnen entstanden um das Massiv ebenfalls zu Nachschubzwecken im Rahmen des Ersten Weltkrieges. Die Sellagruppe selbst war im Gebirgskrieg nicht von Kampfhandlungen betroffen, die Versorgung der Front am zehn Kilometer östlich entfernten Col di Lana verlief aber über die Pässe. Nordöstlich des Pordoijoch befindet sich die 1959 fertiggestellte Deutsche Kriegsgräberstätte Pordoi, in der 8852 deutsche und österreichische Gefallene des Ersten Weltkrieges und 847 des Zweiten Weltkriegs bestattet sind.

## Alpinismus

### Erschließung
Auf einigen Bergen und Gipfeln der Sellagruppe wurden Spuren von Hirten und Jägern gefunden, so dass bei diesen Gipfeln die Erstbesteiger nicht mehr nachvollzogen werden können. Den ersten Gipfel, dessen „touristische“ Erstbesteigung dokumentiert ist, stellt der Piz Boè dar. Am 30. Juli 1864 standen Paul Grohmann und G. Ischara auf dem Gipfel. Mit diesem Tag beginnt die Erschließungsgeschichte der Normalwege.

### Klettersteige
Die Sella beherbergt neben ihren vielen Kletterrouten auch Klettersteige (vie ferrate). Einige davon sind mit ansteigender Schwierigkeit der Vallon-Klettersteig, der Pisciadù-Klettersteig, der Pößnecker Klettersteig und der Cesare-Piazetta-Klettersteig.

### Wanderwege
Durch die Sella führen zahlreiche Wanderwege. Der bedeutendste unter ihnen ist der Dolomiten-Höhenweg Nr. 2, der von Brixen nach Feltre führt. Von der Puez-Gruppe her leitet der Weg über das Grödnerjoch in die Sella und über einen teilweise Drahtseil-versicherten Steig durch das Val Setus zur Pisciadù-Hütte (2585 m). Von dort nimmt der Weg seinen Verlauf über den Zwischenkofel (2907 m) zur Boèhütte und weiter unterhalb des Piz Boè zum Rifugio Forcella Pordoi (2829 m). Nach dem Abstieg zum Pordoijoch verlässt der Höhenweg die Sella und verläuft weiter zur Marmolada.
Der höchste Berg der Gruppe wird von verschiedenen Wegen erreicht. Von Süden führt der Weg 638 auf den Piz Boè, auf dem der Gipfel nach Norden auch überschritten werden kann. Über die Eisseespitze und Cresta Strenta lässt sich der Gipfel mit dem Weg 672 erreichen. Am oberen Rand des Sella-Plateaus entlang läuft Weg 649, der am Piz Selva (2941 m) nach Westen in den Pößnecker Klettersteig übergeht. Vom Boèsee geht Weg 646 auf den Boèseekofel (2911 m). Die Variante Weg 627A des Dolomiten-Höhenweges endet auf dem Gipfel der Pordoispitze.

## Tourismus

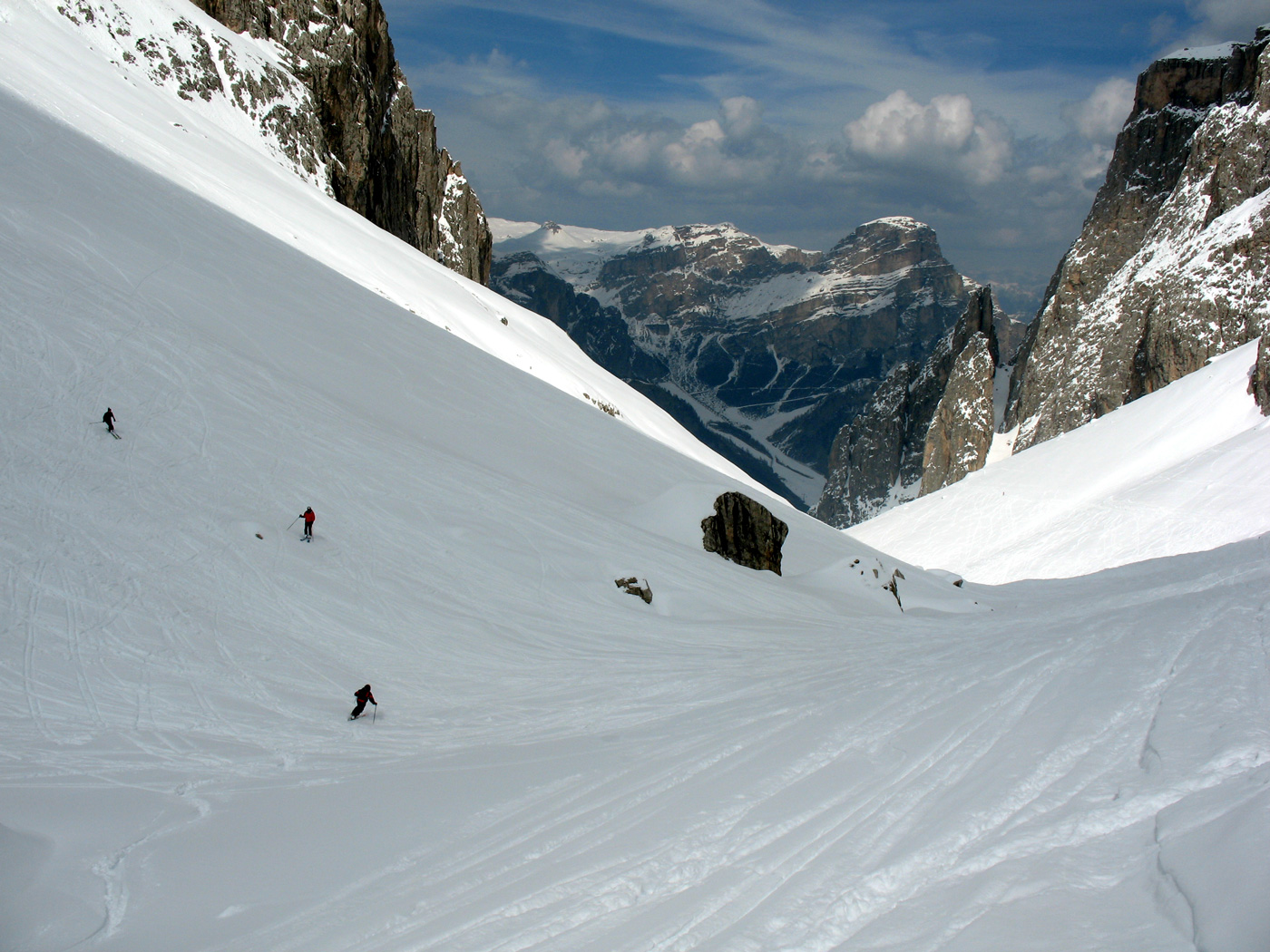
Freerider im Sellastock

Auf den Gipfel des Sass Pordoi (2952 m) führt vom Pordoijoch eine Seilbahn. Diese Seilbahn ist auch der Ausgangspunkt für Skihochtouren durch den Sellastock. Beliebt ist hierbei die Abfahrt von der Pordoischarte, die direkt von der Bergstation über sehr steile Geröllhalden zur Talstation führt.

### Schutzhütten

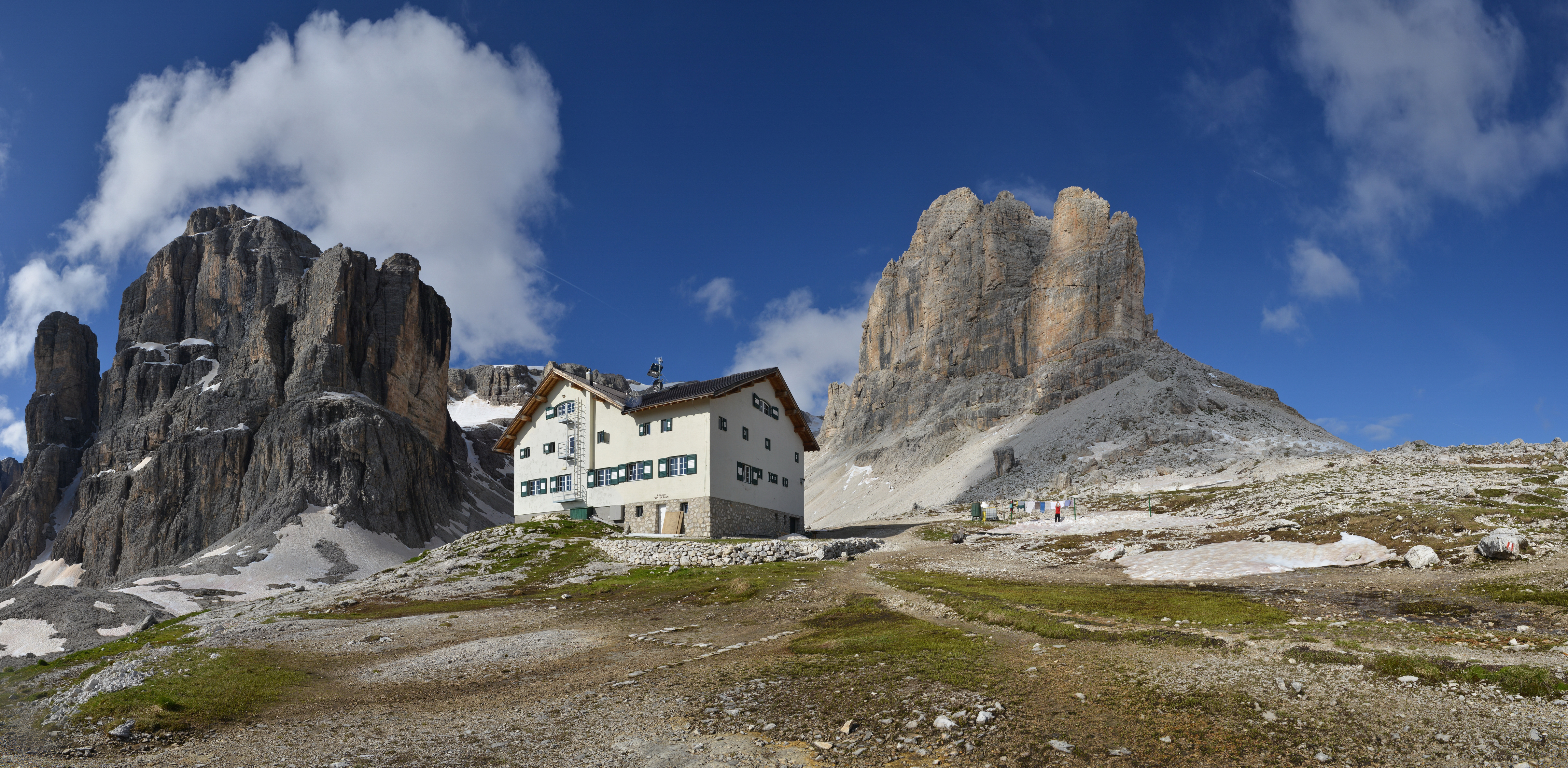
Pisciadùhütte

Im Massiv gibt es folgende Schutzhütten:
- Rifugio Forcella Pordoi (2849 m s.l.m.), in der Pordoischarte
- Rifugio Maria, Bergstation der Seilbahn auf den Sass Pordoi (2952 m s.l.m.)
- Boèhütte (2873 m s.l.m.; früher Bamberger Hütte), unterhalb des Gipfelaufbaus des Piz Boè, CAI
- Rifugio Capanna Piz Fassa (3152 m s.l.m.), auf dem Gipfel des Piz Boè, privat
- Pisciadùhütte (2585 m s.l.m.), ital. Rifugio Franco Cavazza al Pisciadù, im Nordteil der Gruppe, CAI, erreichbar vom Grödner Joch durch das Val Setus oder auf dem Pisciadù-Klettersteig (mit Hängebrücke)
- Franz-Kostner-Hütte (2536 m s.l.m.), im Ostteil der Gruppe, CAI

### Sellaronda
Eine besondere Attraktion stellt die Umrundung des Sella-Massives dar. Diese Möglichkeit wird durch die vier Pässe rund um die Gruppe eröffnet. Im Winter ist die Sellaronda genannte Umfahrung des Gebirgsstocks bei Ski-Touristen sehr beliebt. Bevor um die Sella herum Skilifte entstanden waren, wurde die Runde von Skifahrern begangen und in der ladinischen Sprache Sella Ronda genannt. Heute stellt die Sella-Umrahmung eine Skischaukel dar. Mit Hilfe von Liften besteht die Möglichkeit einer Umfahrung an einem Tag sowie in zwei Richtungen. Einstiegsmöglichkeiten bieten sich in jedem der vier die Sella umgebenden Täler. Insgesamt werden auf dieser Runde knapp 38,7 Kilometer zurückgelegt, die sich in 23 Pisten- und 15,7 Lift-Kilometer aufteilen. Die Sellaronda verläuft in einer Höhe zwischen 1563 Metern in Wolkenstein und 2425 Meter bei der Fahrt gegen den Uhrzeigersinn sowie 2478 Meter mit dem Uhrzeigersinn.
Eine spezielle Variante der Sellaronda stellt der Sellaronda Skimarathon dar. Dabei legen Zweier-Teams eine an der normalen Sellaronda orientierte, 42 Kilometer lange Runde mit 2700 Höhenmetern Aufstieg als Skitourenrennen zurück. Den Streckenrekord von 3:15:07 halten seit 2008 Hansjörg Lunger und Guido Giacomelli.
Im Sommer ist die Umrundung des Massivs Teil eines Radrennens, des Dolomitenmarathons. Start des Rennens ist in Abtei, das Ziel befindet sich in Corvara. Das Rennen kann in drei verschiedenen Varianten gefahren werden, wobei die kürzeste Variante die Sellaronda ist. Auf 55 Kilometern werden die vier Pässe um den Sellastock im Uhrzeigersinn befahren und 1780 Höhenmeter zurückgelegt. Weitere Varianten sind eine mittellange Distanz von 106 Kilometern mit 3090 Höhenmetern und die Marathon-Distanz von 138 Kilometern mit 4190 Höhenmetern, die das Rennen nach Osten verlängern. Je nach Variante erweitert sich die Strecke um die Pässe Falzarego (2105 m), Giau (2236 m) und Valparola (2192 m).